# رباح (استان وادی)
رباح (به عربی: الرباح) یک شهرداری در الجزایر است که در ناحیه الرباح واقع شده‌است. رباح ۲۱٬۹۶۵ نفر جمعیت دارد و ۸۷ متر بالاتر از سطح دریا واقع شده‌است.